# Клыков, Вячеслав Николаевич
Вячеслав Николаевич Клыков (9 января 1949, Подольск, Московская область — 6 марта 2021, Москва) — советский и российский футболист, защитник.

## Биография
Вячеслав Клыков родился 9 января 1949 года в городе Подольск Московской области.
Занимался футболом в юношеской команде «Космос» из Подольска.
Играл на позиции защитника. В 1967 году выступал в классе «Б» за подольское «Торпедо».
В 1968 году перебрался в калининскую «Волгу», где в течение трёх сезонов был игроком основного состава, проведя 68 матчей во второй группе класса «А» и 41 матч в классе «Б».
В 1971 году перебрался в московский «Локомотив», к тому моменту игравший в первой лиге. Сыграв 42 матча, помог железнодорожникам выйти в высшую лигу. Здесь в 1972 году участвовал в 28 поединках. После вылета обратно в первую лигу провёл в сезоне-73 35 матчей, забил 4 мяча. В течение трёх лет был капитаном «Локомотива».
С 1974 года играл во второй лиге за смоленскую «Искру». В сезоне-76 часть сезона провёл во владимирском «Торпедо», сыграл 15 матчей, забил 1 гол.
Три последних сезона провёл в первой лиге: в 1978 году сыграл 24 матча за кемеровский «Кузбасс», в 1979—1980 годах провёл 67 игр в одесском СКА.
В 1981—1990 годах защищал в чемпионате Москвы цвета МЭЛЗ, в 1991—1992 годах играл за «Салют».
В 1969 году выступал за молодёжную сборную СССР, провёл по меньшей мере 2 матча. Также играл за сборную РСФСР.
Мастер спорта СССР.
Умер 6 марта 2021 года в Москве.